# Volker Zotz
Volker Zotz (Landau in der Pfalz, 28 d'octubre de 1956) és un filòsof austríac que viu a Kyoto, Japó i a la regió austríaca del Burgenland. Estudis en filosofia, història i història de l'art. Doctorat a Viena.
Després d'estades d'investigació en l'Índia i el Japó, des de 1991 fa classes en la Universitat de Viena sobre història de la filosofia fent especial èmfasi en el pensament indi. Des de 1994 investiga a Kyoto en l'Institut per a la cultura budista de la Universitat Ryukoku.

## Publicacions
- Maitreya. Kontemplationen über den Buddha der Zukunft. Mit einem Vorwort von Lama Anagarika Govinda. Hannoversch Münden 1984, ISBN 3-87998-054-3
- Zur Rezeption, Interpretation und Kritik des Buddhismus im deutschen Sprachraum vom Fin-de-Siècle bis 1930. Historische Skizze und Hauptmotive. Wien: Phil. Diss., 1986
- Freiheit und Glück. Buddhas Lehren für das tägliche Leben. München 1987, ISBN 3-8138-0090-3
- André Breton. Rowohlt, Reinbek bei Hamburg 1990, ISBN 3-499-50374-3
- Erleuchtung im Alltag. München 1990, ISBN 3-8138-0175-6
- Buddha. Rowohlt, Reinbek bei Hamburg 1991, 6. Auflage 2001, ISBN 3-499-50477-4
- Der Buddha im Reinen Land. Shin-Buddhismus in Japan. Diederichs, München 1991, ISBN 3-424-01120-7
- Geschichte der buddhistischen Philosophie. Rowohlt, Reinbek bei Hamburg 1996, ISBN 3-499-55537-9.
- Mit Buddha das Leben meistern. Buddhismus für Praktiker. Rowohlt, Reinbek bei Hamburg 1999, 4. Auflage 2003, ISBN 3-499-60586-4
- Konfuzius. Rowohlt, Reinbek bei Hamburg 2000, ISBN 3-499-50555-X
- Auf den glückseligen Inseln. Buddhismus in der deutschen Kultur. Theseus, Berlin 2000, ISBN 3-89620-151-4
- Totus tuus. Marianisches Lesebuch zur Luxemburger Muttergottes-Oktave. Kairos, Luxembourg 2004, ISBN 2-9599829-9-1
- Die neue Wirtschaftsmacht am Ganges. Redline, Heidelberg 2006, ISBN 3-636-01373-4
- Konfuzius für den Westen. Neue Sehnsucht nach alten Werten. O.W. Barth, Frankfurt am Main 2007, ISBN 978-3-502-61164-6
- Die Suche nach einem sozialen Buddhismus. Kairos, Luxembourg 2007, ISBN 2-9599829-6-7